# Fazenda da Forquilha
A Fazenda da Forquilha é uma antiga propriedade rural fundada no século XIX de grande participação no desenvolvimento econômico do município Rio das Flores durante o ciclo do café no Rio de Janeiro.

## Tombamento
As construções da Fazenda da Forquilha estão tombados pelo Instituto Estadual do Patrimônio Cultural - INEPAC por meio do Tombamento Provisório realizado no dia 30 de dezembro de 2008.

## Histórico
A Fazenda da Forquilha tem origem da sesmaria concedida à João Rodrigues da Cruz em 1805 que se chamava "Oriente", mas passou a ser chamada de "Forquilha" por causa do ribeirão que passa dentro da propriedade.
Posteriormente, foi vendida para José de Souza Freitas, que a revendeu para Antônio Joaquim Campos, tendo sua posse confirmada pela Coroa portuguesa em 1815. Seu próximo dono foi Jacintho Ferreira Paiva e sua mulher, D. Maria dos Anjos Sanches Paiva. Após a morte de Jacintho em 1850, D. Maria passa a administrá-la até o final do século XIX, tornando-a uma das fazendas cafeeiras mais produtivas da região. É nesse período que sua sede sofreu reformas e adquiriu sua composição atual.
Com a morte de D. Maria Paiva, seu filho Alexandre Ferreira Paiva e sua mulher, D. Maria José de Carvalho Paiva compraram todas as partes da fazendas dos outros irmãos, investindo em outras atividades agrícolas no local, no entanto, a tentativa fracassou e Alexandre Paiva precisou hipotecar a propriedade em 1899.
No início do século XX, a fazenda foi adquirida por Sílvio dos Santos Paiva e herdada pelo seu filho Júlio dos Santos Paiva. Em 1940, os vários herdeiros da família Paiva Lacerda venderam a fazenda a Vicente Miggiolaro, permanecendo no local até 1988, quando Osmar Vicente Miggiolaro, filho de Vicente, a vende para Levindo Batista de Almeida e sua mulher, Emília Novaes de Almeida. Em 1995, faleceu Levindo e, em 1996, sua viúva. Após a partilha, Forquilha foi herdada pelas irmãs Ana Maria de Almeida Araújo e Maria Aparecida de Almeida Santos, em cuja posse permanece até os dias de hoje.

## Arquitetura
O conjunto arquitetônico é formado por casa grande, senzala, tulha de café, engenho e oficinas. Foi projetado de acordo com os estilos dominantes usados nas ricas fazendas cafeeiras fluminenses e detêm muitas características da arquitetura romântica e palladiana. A fazenda está localizado à margem da estrada que liga o município de Rio das Flores à Paraíba do Sul, num vale com um ribeirão também chamado de "Forquilha".
A fachada do sobrado é definido por um frontão triangular coberto por um telhado de duas águas com acabamento de lambrequins em madeira, que se repetem em cada ala lateral, em menores dimensões, na parte térrea que compõe a fachada frontal. O frontão triangular localizado no extremo direito na fachada lateral esquerda foi retirado, sendo substituído pelo prolongamento do telhado de uma águas que cobre o pavimento térreo. O mesmo ocorreu com a fachada lateral direita. Os tímpanos dos frontões triangulares apresentam decorações em estuque pintadas em azul, sendo encimados por acrotérios. O frontão triangular central possui em seu tímpano decorações em estuque com guirlandas e motivos florais, tendo ao centro superior, a data de 1880 e um relógio.